# Draconarius hallaensis
Draconarius hallaensis är en spindelart som beskrevs av Kim och Lee 2007. Draconarius hallaensis ingår i släktet Draconarius och familjen mörkerspindlar. Inga underarter finns listade i Catalogue of Life.